# Huberia brounii
Huberia brounii là một loài kiến trong họ Formicidae, loài đặc hữu của New Zealand.